# Bacurius d'Ibérie
Bacurius d'Ibérie (géorgien : ბაკურ იბერი), mort le 5 septembre 394 lors de la bataille de la rivière froide près d'Aquilée, est un général romain et membre de la famille royale d'Ibérie (actuelle Géorgie) mentionné par plusieurs auteurs gréco-romains des IVe et Ve siècles.

## Biographie

### Origine
Le nom Bacurius est la forme latine du grec Bakour (Βάκουρ), un nom porté par la dynastie royale ibérienne des Mihranides dans les Chroniques géorgiennes.
Les auteurs antiques se contredisent concernant l'origine de Bacurius. Selon Rufin, il serait devenu roi d'Ibérie après avoir servi dans l'armée romaine. Socrate affirme quant à lui sur la base d'un témoignage qu'il rapporte de Rufin que « Bacurius était d’abord un petit roi chez les Ibères » avant d'entrer dans l'armée romaine. Zosime affirme quant à lui, à tort, qu'il serait d'origine arménienne,.

### Carrière
Bacurius s'est peut-être réfugié à la cour de Valens après l'invasion de son pays par les Perses en 363. Il entre peut-être au service des Romains dès 369 en tant que protecteur domestique, un corps rattaché à l'état-major de l'empereur, grâce son expérience et sa connaissance de l'Arménie - dans un contexte de tensions avec l'Empire sassanide,.
Bacurius participe en tant que tribun à la bataille d'Andrinople contre les Goths le 9 août 378. Avec Cassio, il commande les troupes auxiliaires d'archers. Le jour de la bataille, il engage le combat sans attendre l'ordre d'attaquer. Ses soldats sont mis en déroute dès le début de l'affrontement, donnant selon Ammien Marcellin un présage défavorable sur l'issue de la bataille. 
Théodose Ier le nomme duc du limes de Palestine et lui confère la dignité de comte des domestiques.
Entre 378 et 394, il rencontre l'historien ecclésiastique Rufin à Jérusalem, dont il devient ami,. Rufin dresse de lui un portrait élogieux. L'écrivain le présente comme un homme de foi, pieux, doué d'un esprit courageux et d'une belle prestance. Le rhéteur Libanius, dont il est un des correspondants le décrit cependant comme un païen convaincu. L'historien moderne Otto Seeck estime qu'il se serait converti.
Bacurius participe en 394 à la campagne menée par Théodose contre l'usurpateur Eugène. Il commande des contingents d'auxiliaires étrangers aux côtés de Saul et du général goth Gaïnas. Il ne porte pas le titre de magister et reste en dehors de la hiérarchie militaire.
Selon Zosime, Bacurius serait mort dès le premier jour de la bataille de la rivière froide. Rufin affirme quant à lui qu'il serait rentré chez lui pour devenir roi.